# Балашовский областной комитет КПСС
Балашовский областной комитет КПСС — высший партийный орган регионального управления КПСС на территории Балашовской области. Существовал с января 1954 года по ноября 1957 года.

## История
6 января 1954 года образован как Балашовский областной комитет КПСС.
19 ноября 1957 года его деятельность расформирована.

## Структура и формирование
Состав обкома, включавший несколько десятков-сотен человек, избирался на проводимых раз в несколько лет областных партийных конференциях. На общих собраниях — пленумах обкома, проводившихся несколько раз в год, избиралось бюро обкома (до десяти человек — основных руководителей обкома) и секретари обкома, включая первого и второго (в 1930-е — 1940-е годы — также и третьего), а также утверждал заведующих отделами обкома. Первый секретарь обкома являлся высшим политическим руководителем области, его кандидатура утверждалась решением Политбюро ЦК КПСС.

## Первые секретари Балашовского обкома
- 7 января 1954 год — 19 ноября 1957 года — Трофимов Александр Степанович

## Вторые секретари Балашовского обкома
- 7 января 1954 года — 21 сентября 1954 года — Карлов Владимир Алексеевич
- 23 августа 1956 года — 19 ноября 1957 года — Попов Константин Степанович

## Секретари Балашовского обкома
- 1955 года — 19 ноября 1957 года — Демидов Иван Павлович